# گیوم کارداشیا
گیوم کارداشیا (به انگلیسی: Guillaume Cardascia)، متولد ۳۱ ژوئیه ۱۹۱۴ در سیه‌نا و درگذشته ۲۷ سپتامبر ۲۰۰۶ در آنتونی، او-دو-سن، مورخ تاریخ حقوق اهل فرانسه است.

## زندگی‌نامه
گیوم کارداشیا در لیسه شارلمانی در پاریس تحصیل کرد، سپس از سال ۱۹۳۲ در دانشکده حقوق دانشگاه پاریس، جایی که در کلاس‌های فرانسوا اولیویه مارتین و آندره فلینیو شرکت کرد. او به منابع حقوقی رونویسی شده به خط میخی علاقه‌مند بود و سومری و اکدی را در مدرسه عملی پژوهش‌های عالی آموخت. او در طول جنگ جهانی دوم به عنوان افسر خدمت کرد. در سال ۱۹۴۶ از پایان‌نامه خود در تاریخ حقوق دفاع کرد. در سال ۱۹۴۹ در آزمون رقابتی تاریخ حقوق قبول شد.
از سال ۱۹۴۹ در دانشگاه زارلاند و سپس از سال ۱۹۵۴ در دانشگاه کان نرماندی تدریس کرد. از سال ۱۹۶۵ تا ۱۹۸۳ استاد تاریخ حقوقی در دانشکده حقوق دانشگاه پاریس دوم بود. زمینه تحقیق او حقوق باستان و به ویژه خاور نزدیک باستان است.